# Перкинс, Максвелл
Уильям Максвелл Эвартс Перкинс (англ. William Maxwell Evarts Perkins, 20 сентября 1884, Нью-Йорк — 17 июня 1947, Стамфорд) — американский литературный редактор, наиболее известный своим сотрудничеством с такими классиками американской литературы, как Эрнест Хемингуэй, Фрэнсис Скотт Фицджеральд и Томас Вулф.

## Биография

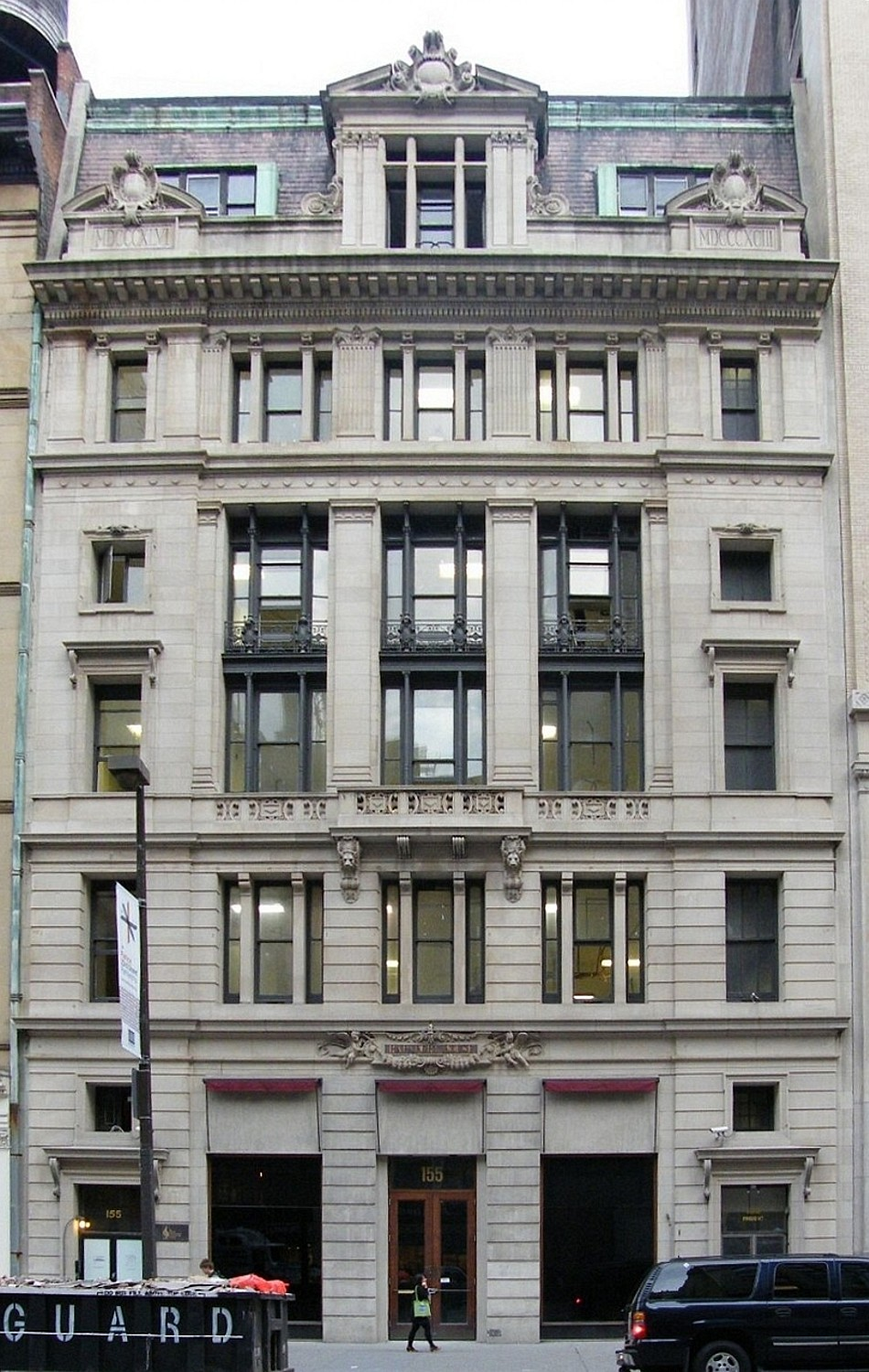
Дом издательства Charles Scribner's Sons

Уильям Максвелл Перкинс родился 20 сентября 1884 года в Нью-Йорке в семье адвоката Эдварда Клиффорда Перкинса и Элизабет Перкинс (в девичестве Эвартс) — дочери Уильяма Максвелла Эвартса. Его детство прошло в Плейнфилд, штат Нью-Джерси, учился в Школе Святого Павла в Конкорде, штат Нью-Гэмпшир. В 1907 году закончил Гарвард-колледж, где учился на экономиста. В колледже Максвелл посещал классы профессора литературы Чарльза Таунсенда Коупленда, что во многом помогло в его будущей карьере.
После окончания учёбы Максвелл одно время работал репортёром в газете The New York Times, в 1910 году ушёл в издательство Charles Scribner's Sons на должность книжного редактора. В то время это издательство было известным благодаря уже состоявшимся писателям, таким как Джон Голсуорси, Генри Джеймс и Эдит Уортон.
В отличие от большинства редакторов, Перкинс хотел публиковать молодых писателей, и в 1919 году он делает свою первую находку в лице Фрэнсиса Скотта Фицджеральда. Первая книга Фицджеральда «Романтический эгоист» никому в издательстве кроме Макса Перкинса не понравилась, тем не менее Перкинс активно помогал в работе над романом, благодаря чему книга в итоге была принята. Публикация книги Фицджеральда «По эту сторону рая» ознаменовала появление нового поколения писателей, которое стало возможным благодаря Перкинсу. Распутство и алкоголизм Фицджеральда напрягали его отношения с Перкинсом, однако до конца короткой жизни Фицджеральда они оставались друзьями. Отчасти это прослеживается в романе «Великий Гэтсби», который только выиграл от редакционной политики Перкинса. Перкинс был редактором всех книг Фицджеральда, опубликованных при жизни писателя, большое литературоведческое значение представляет собой переписка, которую они вели между собой на протяжении 21 года.
В 1926 году Перкинс через Фицджеральда знакомится с Эрнестом Хемингуэем, который публикует в издательстве первый крупный роман «И восходит солнце». Макс Перкинс долгое время защищал интересы Хемингуэя в издательстве от осуждений в профанации и лишь публикация бестселлера «Прощай, оружие!» заставила критиков в издательстве замолчать.
Величайшей профессиональной задачей, с которой столкнулся Перкинс в своей карьере, было воспитание художественной дисциплины у Томаса Вулфа. Вулф писал очень много и был буквально привязан к каждому своему слову на бумаге. Во время совместной работы Вулфа и Перкинса над «Взгляни на дом свой, ангел» Перкинс заставил Вулфа сократить текст на 90 000 слов. Следующий роман «О времени и о реке» являлся результатом двухлетней «борьбы» Вулфа и Перкинса: Вулф писал так много, что порой терял линию повествования, поэтому Перкинс постоянно ограничивал автора, пытаясь удержать размер романа в определённых рамках. Вначале Вулф был благодарен за полученный шанс и за наставничество Перкинса, но позже его стало раздражать распространившееся мнение, будто своим успехом он обязан редактору книги. После многочисленных ссор с Перкинсом Вулф покидает издательство, однако они оставались друзьями вплоть до ранней смерти Вулфа в 1938 году.
Хотя Перкинс известен в основном благодаря Фицджеральду, Хемингуэю и Вулфу, он работал со многими писателями. Так, по рекомендации и при помощи Фицджеральда он принял участие в отборе, редактировании и публикации рассказов Ринга Ларднера, который недостаточно серьёзно относился к собственному литературному творчеству. Его сын, киносценарист Ринг Ларднер-младший, позже с благодарностью признавал участие Фицджеральда и Перкинса в судьбе его отца:
Публикация книги “Как писать рассказы” заставила его почувствовать, что он действительно существует в литературном мире и что он нечто большее, чем просто газетчик. Эта поддержка никак не влияла на то, как он писал, но зато влияла на то, что именно писал.
Перкинс был первым, кто публиковал Джона П. Маркванда и Эрскина Колдуэлла. Советы Перкинса помогли Марджори Ролингс с её повестью «Оленёнок». Перкинс отговаривал Джеймса Джонса от автобиографического романа, над которым тот долго работал, в пользу большей художественности, в результате чего был написан «Отныне и во веки веков». В 1947 году при поддержке Перкинса Маргерит Йонг смогла заключить контракт с издательством для печати «Miss MacIntosh, My Darling» на основе сорокастраничной рукописи.
Макса Перкинса любили за его любезность и задумчивость. Он всегда искал и поощрял талантливых писателей, что делали в то время немногие редакторы. Помимо этого он был известен среди коллег трепетным отношением к книгам. Про него говорили, что хотя Перкинс и не претендовал на роль писателя, зачастую он видел лучше самого автора, в какую сторону должно идти повествование.

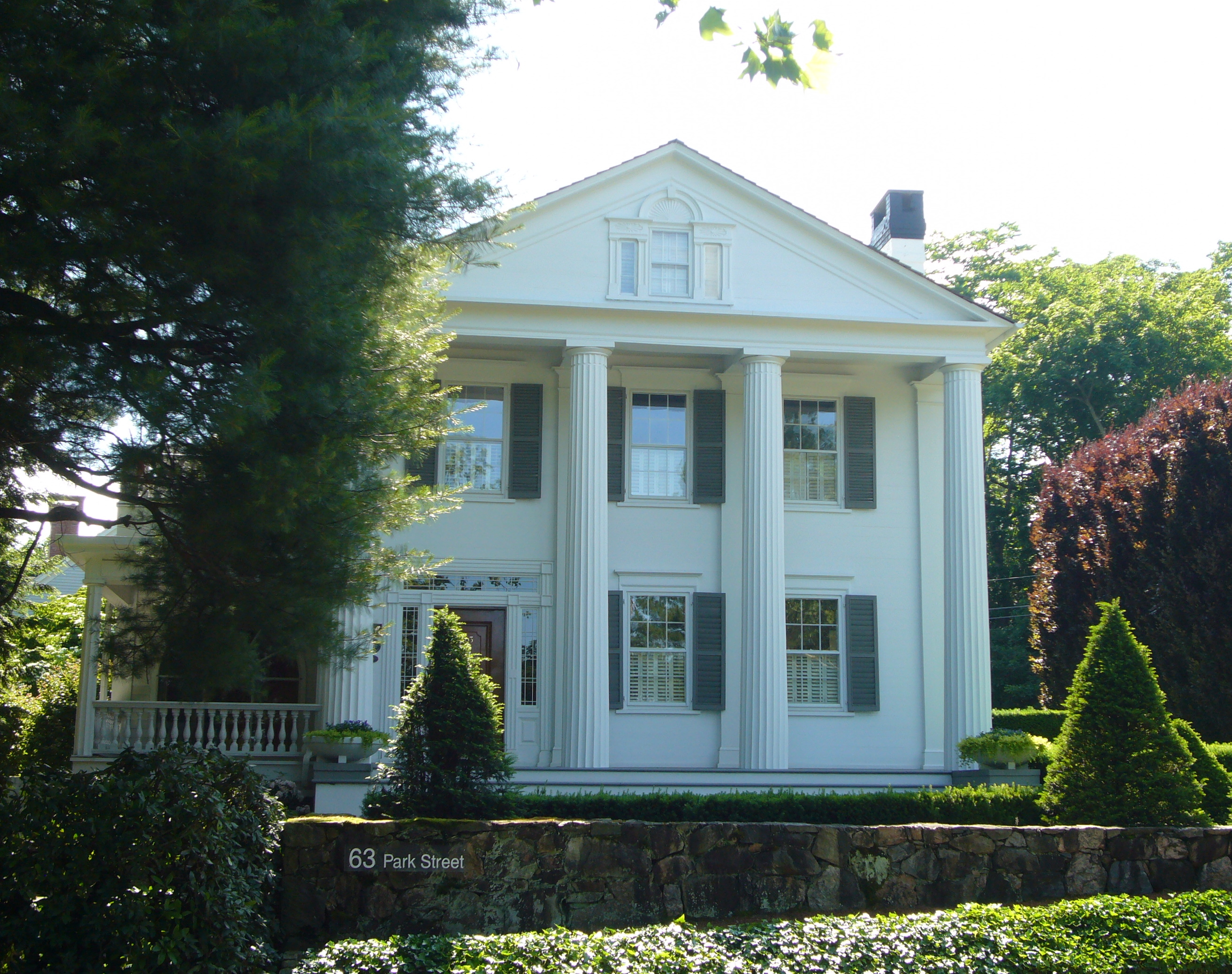
Дом в Нью-Кейнане, штат Коннектикут, в котором семья Перкинсов проживала с 1925 по 1949 год. В настоящее время дом внесён в национальный реестр исторических мест

Перкинс умер 17 июня 1947 года в Стамфорде, штат Коннектикут, от пневмонии. Повесть «Старик и море», которая была издана в 1952 году, была посвящена Эрнестом Хемингуэем памяти Максвелла Перкинса.

### Личная жизнь
В декабре 1910 года Перкинс женился на Луизе Сандерс, которая родила ему пятерых дочерей.

## В кино
- В фильме «Кросс-Крик» показаны деловые отношения между начинающей писательницей Марджори Киннан Роулингс и Максом Перкинсом, роль которого исполнил Малкольм Макдауэлл.
- В биографической драме 2016 года «Гений» показаны годы сотрудничества Перкинса с Вулфом.